# هيليو أوسيان (موبايل)
هيليو أوسيان (بالإنجليزية: Helio Ocean)‏ هو هاتف محمول، تم طرحه في الأسواق في 2007.

## الخصائص
- الشاشة: 240 × 320
- الذاكرة: 2 جيجابايت